# Prvenstvo Ljubljanskog nogometnog podsaveza 1933./34.
Prvenstvo Ljubljanskog podsaveza za sezonu 1933./34 bilo je petnaesto nogometno natjecanje u organizaciji Ljubljanskog nogometnog podsaveza.

## Novosti
Sezona 1933./34. prošla je bez Primorja u podsaveznim natjecanjima, koje je najesen igralo utakmice za državno prvenstvo, a iz natjecanja je isključen i Rapid, koji je najprije dobio zabranu javnog nastupa zbog političkog djelovanja, a potom mu je ponestalo vremena za odigravanje svih utakmica. Ostalo je tako šest klubova, među kojima je prvi put i čakovečki predstavnik, dok su se za naslov u finalu borili Ilirija i mariborski Železničar. Gostima iz Maribora trebala je pobjeda na novom stadionu Ilirije, i to ne bilo kakva, već dovoljno visoka, što su zamalo i ostvarili, jer su u jednom trenutku već vodili 1:4. Ali Ilirija, u kojoj su igrali Živanović, Svetic, Berglez, Belak, Sočan, Bogme, Jug, Žitnik, Svetic, Doberlet i Pfeifer, nije se dala iznenaditi te je predvođena Vaneom Doberletom uspjela izjednačiti i tako osvojiti i novi naslov prvaka podsaveza. Dobro se pokazao i Hermes predvođen veteranima Albinom Zalokarom i Avgustom Klančnikom koji su na cilj stigli četvrti.

U drugoj ligi natjecalo se šest klubova, a naslov je osvojila Reka, klub iz Rožne doline, koji je svoje igralište izgradio kod tadašnjeg mlina na Tržaškoj cesti, ispred Grafike i Jadrana. Tamo je Reka u susretu za županijskog prvaka lako s osam golova eliminirala Disk iz Domžala, a potom nastupila u kvalifikacijama za plasman, u kojima je bila manje uspješna jer ih je eliminirala Svoboda iz Maribora. 

U međuvremenu, Primorje je uglavnom igralo samo prijateljske utakmice, jer je državno prvenstvo za 1934. jednostavno otkazano nakon što se klubovi, od kojih su mnogi bili u teškoj financijskoj situaciji, nisu uspjeli dogovoriti o formatu natjecanja. Najbolji su odigrali utakmice za takozvani Jugokup, ali među sedam klubova nije bilo mjesta za predstavnika LJNP-a.

## Ljestvica
| mj.                                                    | klub               | ut. | pob. | ner. | por. | gol+ | gol- | kvoc  | bod |
| ------------------------------------------------------ | ------------------ | --- | ---- | ---- | ---- | ---- | ---- | ----- | --- |
| 1.                                                     | Ilirija Ljubljana  | 10  | 6    | 3    | 1    | 40   | 21   | 1,904 | 15  |
| 2.                                                     | Železničar Maribor | 10  | 6    | 2    | 2    | 37   | 21   | 1,761 | 14  |
| 3.                                                     | ČŠK Čakovec        | 11  | 4    | 4    | 3    | 28   | 29   | 0,965 | 12  |
| 4.                                                     | Hermes Ljubljana   | 12  | 3    | 4    | 5    | 19   | 37   | 0,513 | 10  |
| 5.                                                     | Rapid Maribor      | 6   | 3    | 1    | 2    | 17   | 10   | 1,700 | 7   |
| 6.                                                     | SK Celje           | 11  | 2    | 2    | 7    | 22   | 32   | 0,687 | 6   |
| 7.                                                     | 1. SSK Maribor     | 10  | 2    | 2    | 6    | 21   | 34   | 0,617 | 6   |
| Odlukom JNS-a Rapid je izbačen iz daljnjeg natjecanja. |                    |     |      |      |      |      |      |       |     |
| Izvori:                                                |                    |     |      |      |      |      |      |       |     |

|  | Ilirija Ljubljana je prvak podsaveza te se kvalificirala se za prednatjecanje za državno prvenstvo 1934./35. |

## Rezultati
Jesenji dio:
24. 9. 1933. ČŠK – Železničar 2:7
1. 10. 1933. Hermes – ČŠK 5:5
8. 10. 1933. Hermes – Železničar 1:0, Celje – Maribor 4:1, ČŠK – Rapid 4:2
15. 10. 1933. ČŠK – Ilirija 4:1, Celje – Hermes 3:3
22. 10. 1933. Ilirija – Hermes 6:1, Celje – ČŠK 1:1
29. 10. 1933. Ilirija – Celje 2:0, ČŠK – Maribor 4:2
5. 11. 1933. Hermes – Maribor 1:0, Ilirija – Železničar 5:4, Rapid – Celje 4:1
12. 11. 1933. Ilirija – Maribor 11:2, Železničar – Celje 4:3
19. 11. 1933. Železničar – Maribor 3:1
26. 11. 1933. Rapid – Hermes 4:1
3. 12. 1933. Ilirija – Rapid 1:1
Proljetni dio:
1. 4. 1934. ČŠK – Celje 3:1
8. 4. 1934. Železničar – Hermes 7:1
15. 4. 1934. Železničar – ČŠK 2:1, Ilirija – Celje 3:2, Maribor – Hermes 5:1
22. 4. 1934. Hermes – Celje 2:0, Maribor – ČŠK 2:2
29. 4. 1934. Hermes – Ilirija 2:2, Celje – Maribor 5:4
6. 5. 1934. Hermes – ČŠK 1:1, Železničar – Celje 5:2
13. 5. 1934. Železničar – Maribor 1:1
3. 6. 1934. Ilirija – Železničar 4:4
23. 6. 1934. Maribor – Rapid 3:2
24. 6. 1934. Ilirija – ČŠK 5:1, Rapid – Hermes 4:0

## 2. razred

### Maribor – Čakovec
| mj.     | klub               | ut. | pob. | ner. | por. | gol+ | gol- | Bod |  |
| ------- | ------------------ | --- | ---- | ---- | ---- | ---- | ---- | --- |  |
| 1.      | Svoboda Maribor    | 10  | 9    | 0    | 1    | 36   | 10   | 18  |  |
| 2.      | Građanski Čakovec  | 10  | 7    | 1    | 2    | 45   | 16   | 15  |  |
| 3.      | Mura M. Sobota     | 10  | 6    | 1    | 3    | 49   | 15   | 13  |  |
| 4.      | SK Ptuj            | 10  | 4    | 0    | 6    | 22   | 28   | 8   |  |
| 5.      | Panonija M. Sobota | 10  | 2    | 0    | 8    | 10   | 60   | 4   |  |
| 6.      | Drava Ptuj         | 10  | 1    | 0    | 9    | 11   | 43   | 2   |  |
|         |                    |     |      |      |      |      |      |     |  |
| Izvori: |                    |     |      |      |      |      |      |     |  |

## Poveznice
- Ljubljanski nogometni podsavez
- Prvenstvo Jugoslavije u nogometu 1933./34.
- Kvalifikacije i ponovljene kvalifikacije za Nacionalnu ligu 1934.

## Vanjske poveznice
- Zgodovina nogometa v Kraljevini SHS/Jugoslaviji in v času okupacije
- Zbornik Medobčinske nogometne zveze Ljubljana 1920–2020
- RSSSF
- exYUfudbal